# Ostreidae
Los ostreidos (Ostreidae) son una familia de moluscos bivalvos del orden Ostreoida (Pteriomorpha) que, entre otros, comprende las especies de ostras y ostiones

## Géneros y especies
- Alectryonella
- Anomiostrea
- Booneostrea
- Crassostrea (Sacco, 1897)

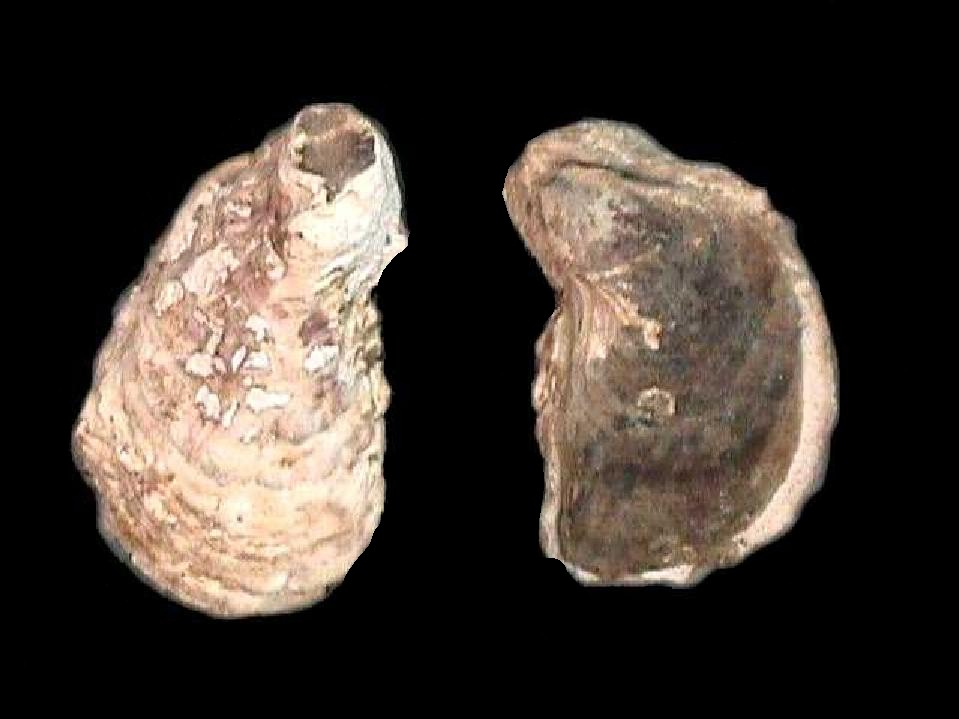
Crassostrea rhizophorae

  - Crassostrea angulata (Lamarck 1819) - Ostra Portuguesa
  - Crassostrea ariakensis (Fujita, 1913) - Ostra Suminoe u Ostra China
  - Crassostrea chilensis (Philippi, 1845)
  - Crassostrea columbiensis (Hanley, 1846)
  - Crassostrea corteziensis (Hertlein, 1951)
  - Crassostrea gasar - Ostra del Maglar
  - Crassostrea gigas (Thunberg, 1793) - Ostra del Pacífico
  - Crassostrea glomerata (Gould, 1850) - Ostra de Auckland
  - Crassostrea iredalei (Sacco, 1932)
  - Crassostrea rhizophorae Guilding
  - Crassostrea virginica (Gmelin, 1791) - Ostión de Virginia
- Cryptostrea (Harry, 1985)
  - Cryptostrea permollis (G. B. Sowerby II, 1871)
- Dendostrea (Swainson, 1835)
  - Dendostrea frons (Linnaeus, 1758)
- Hyotissa
- Lopha (Roding, 1798)
  - Lopha cristagalli (Linnaeus)
  - Lopha frons (Linnaeus, 1758)
- Nanostrea
- Ostrea (Linnaeus, 1758)
- Ostreola
  - Ostreola conchaphila (Carpenter, 1857) - Ostra rayada
  - Ostreola equestris (Say, 1834)
- Planostrea
- Pretostrea
- Pustulostrea
- Saccostrea
  - Saccostrea glomerata (Iredale and Roughley, 1933) - Ostra de la roca de Sydney
  - Saccostrea cuccullata
  - Saccostrea gigas
- Striostrea
- Teskeyostrea (Harry, 1985)
  - Teskeyostrea weberi (Olsson, 1951) - Ostra roscada u Ostra de Weber
- Tiostrea
  - Tiostrea chilensis - Ostra Chilena
  -  Tiostrea margariacea